# دریدورف
دریدورف (به آلمانی: Driedorf) یک شهر در آلمان است که در لان-دیل واقع شده‌است. دریدورف ۵٬۲۴۰ نفر جمعیت دارد.